# Karel van Cooten
Karel van Cooten (Amsterdam, 15 maart 1956) is een Nederlands diskjockey.

## Carrière
Van Cooten begon zijn loopbaan in Hilversum als radiotechnicus bij de NOS. Eind jaren 80 werd zijn stem ontdekt door Veronica en de TROS. Bij de TROS op Radio 3 presenteerde hij onder andere Vijftig pop of een envelop, Nachtwacht, de Havermoutshow en later op Radio 2 de Gouden Uren. Op televisie was hij jarenlang de vaste TROS-'stem' tijdens de uitzendingen op Nederland 2. Als voice-over was hij te horen in Love Letters, Te land, ter zee en in de lucht en Op Goed Geluk.
Na ruim tien jaar bij de TROS te hebben gewerkt stapte hij per 1 september 1998 over naar Radio Noordzee en vervolgens naar Radio Nationaal. Van 1 september 2004 tot en met 1 augustus 2005 was hij als presentator te horen bij de regionale zender Omroep Brabant. Hier presenteerde hij op werkdagen tussen 9 en 12 uur Daar heb je Van Cooten.

## Privé
- Van Cooten is getrouwd en heeft 4 dochters. Met zijn gezin woont hij in Heino.[1]

Huidige: · Annemieke Schollaardt · Bart Arens · Carolien Borgers · Evelien de Bruijn · Corné Klijn · Daniël Lippens · Desiree van der Heiden · Dolf Jansen · Eddy Keur · Emmely de Wilt · Evert Duipmans · Jan-Willem Roodbeen · Jeroen Kijk in de Vegte · Jeroen van Inkel · Leo Blokhuis · Martine ten Klooster · Morad El Ouakili · Paul Rabbering · Ruud de Wild · Shay Kreuger ·Tannaz Hajeby · Thomas Hekker · Willemijn Veenhoven
Voormalige: Alfred van de Wege · Andrew Makkinga · Bert Haandrikman · Bert Kranenbarg · Cees van Zijtveld · Cielke Sijben · Daniël Dekker · Edwin Diergaarde · Felix Meurders · Ferry Maat · Frank du Mosch · Frits Sissing · Frits Spits · Gerard Ekdom · Giel Beelen · Gijs Staverman · Hans Schiffers · Henk van Steeg · Jan Paul Grootentraast · Jasper de Vries · Jeanne Kooijmans · Jeroen Mulder · Jetske van Staa · Jurgen van den Berg · Karel van Cooten · Kasper Kooij · Kimberley Dekker · Malou Holshuijsen · Marc Adriani · Marisa Heutink · Mart Smeets · Miranda van Holland · One'sy Muller · Peter Schuiten · Peter van Bruggen · Rick van Velthuysen · Rob Stenders · Roeland van Zeijst · Ron Stoeltie · Rutger Radstaake · Ruud Hermans · Sander de Heer · Sander Guis · Sara Kroos · Simone Walraven · Ted de Braak · Thijs Maalderink · Thomas van Vliet · Timur Perlin · Toine van Peperstraten · Tom Mulder · Will Luikinga · Yora Rienstra· Wouter van der Goes· Frank van 't Hof · Stefan Stasse  ·